# Norwich (Kansas)
Norwich és una població dels Estats Units a l'estat de Kansas. Segons el cens del 2000 tenia 551 habitants.

## Demografia
Segons el cens del 2000, Norwich tenia 551 habitants, 203 habitatges, i 140 famílies. La densitat de població era de 462,5 habitants/km².
Dels 203 habitatges en un 37,4% hi vivien nens de menys de 18 anys, en un 59,6% hi vivien parelles casades, en un 8,4% dones solteres, i en un 31% no eren unitats familiars. En el 29,6% dels habitatges hi vivien persones soles el 19,2% de les quals corresponia a persones de 65 anys o més que vivien soles. El nombre mitjà de persones vivint en cada habitatge era de 2,54 i el nombre mitjà de persones que vivien en cada família era de 3,19.
Per edats la població es repartia de la següent manera: un 28,5% tenia menys de 18 anys, un 6,5% entre 18 i 24, un 26,5% entre 25 i 44, un 16,3% de 45 a 60 i un 22,1% 65 anys o més.
L'edat mediana era de 38 anys. Per cada 100 dones de 18 o més anys hi havia 81,6 homes.
La renda mediana per habitatge era de 37.344 $ i la renda mediana per família de 47.857 $. Els homes tenien una renda mediana de 39.167 $ mentre que les dones 25.000 $. La renda per capita de la població era de 16.268 $. Entorn del 4,1% de les famílies i el 6,8% de la població estaven per davall del llindar de pobresa.

## Poblacions més properes
El següent diagrama mostra les poblacions més properes.